# Hub (Isen)

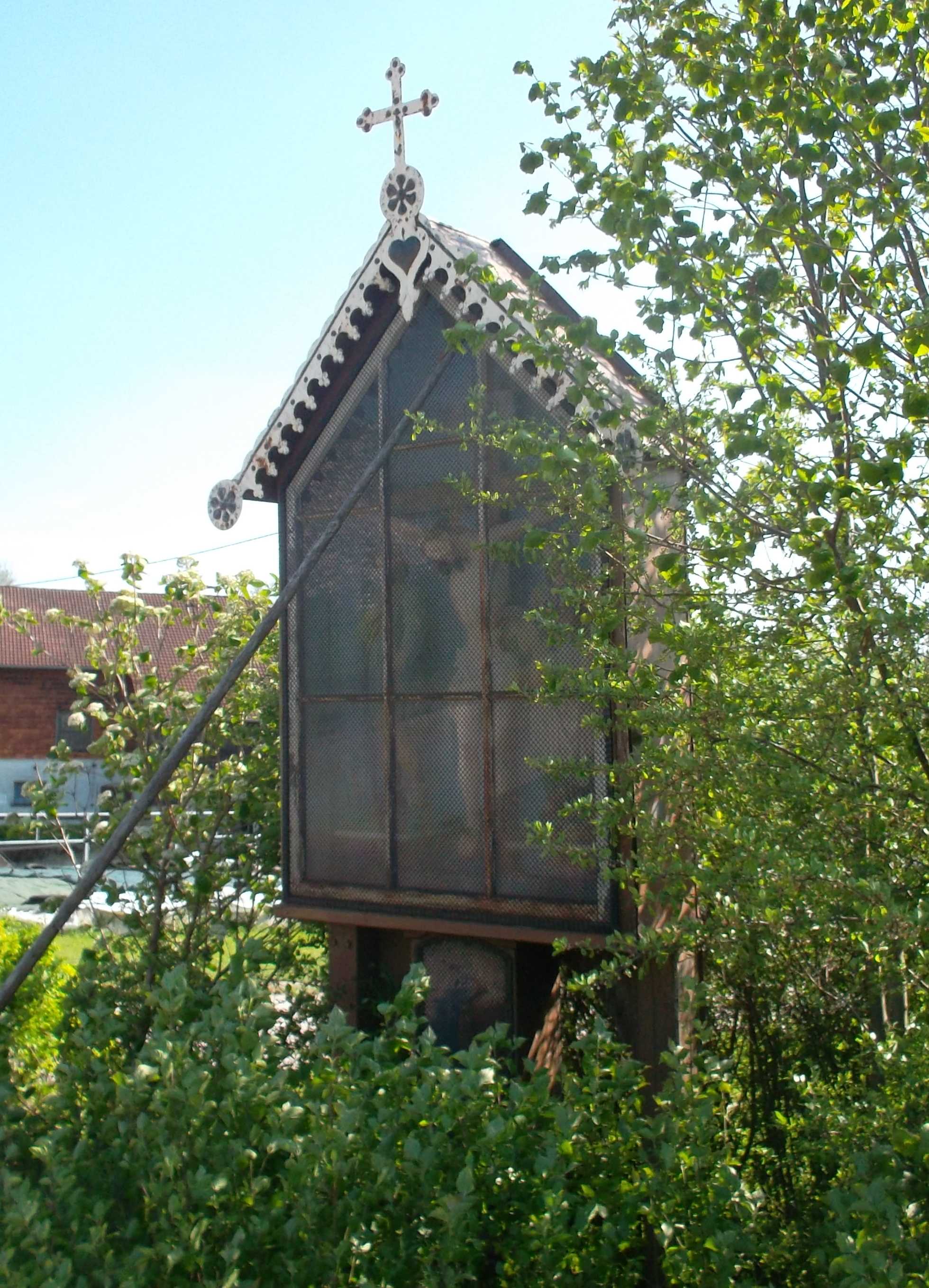
Wegekreuz

Hub ist ein Gemeindeteil des Marktes Isen im oberbayerischen Landkreis Erding.
Der Weiler liegt circa drei Kilometer südlich von Isen im Tal des Ambachs auf der Gemarkung Thonbach. Er ist über die Kreisstraße ED 10 zu erreichen.

## Geschichte
Der Ort gehörte ursprünglich zur Gemeinde Thonbach, die 1880 nach Schnaupping eingemeindet wurde. Schaupping wiederum wurde 1971 in den Markt Isen eingegliedert.

## Baudenkmäler
Siehe: Liste der Baudenkmäler in Hub